# Katharina Pötter
Katharina Pötter (geb. Schlattner; * 31. Juli 1979 in Münster) ist eine deutsche Juristin und Politikerin (CDU). Seit dem 1. November 2021 ist sie Oberbürgermeisterin der niedersächsischen Stadt Osnabrück.

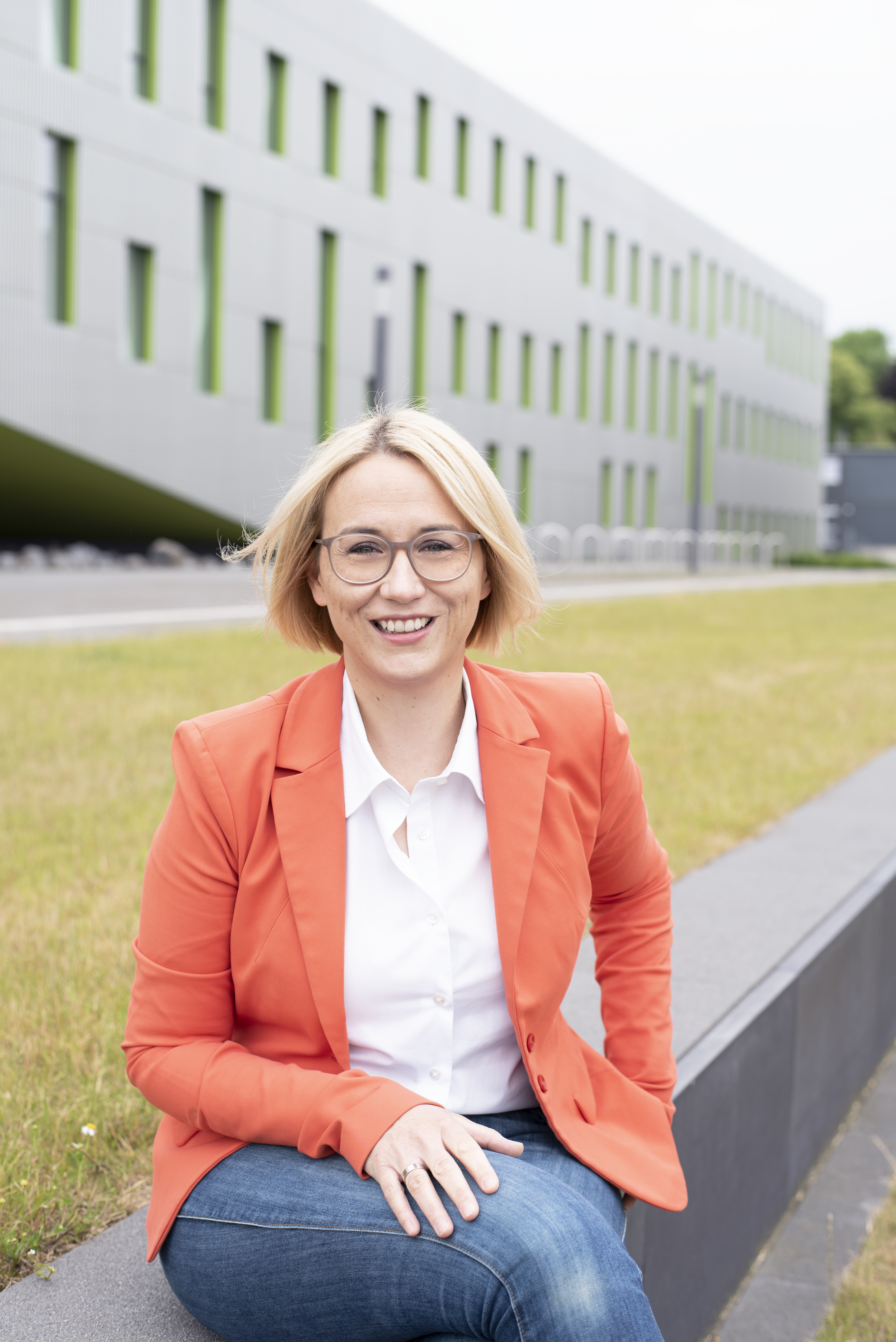
Katharina Pötter (2021)

## Leben
Katharina Pötter wuchs in Osnabrück auf. Nach dem Abitur am Gymnasium Carolinum im Jahr 1999 studierte sie Rechtswissenschaften an der Universität Osnabrück (Schwerpunkt Öffentliches Recht). Das Referendariat absolvierte sie am Oberlandesgericht Oldenburg. 2007 erlangte sie die Befähigung zum Richteramt (zweites juristisches Staatsexamen). Anschließend arbeitete sie kurzzeitig als Rechtsanwältin in Bremen.
Von 2007 bis 2019 war sie (mit Unterbrechungen) bei der Niedersächsischen Landesschulbehörde tätig, zunächst als Personaldezernentin, zuletzt als Fachbereichsleiterin. In den Jahren 2008–2009 und 2011 sammelte sie jeweils für zwölf Monate in Hannover berufliche Erfahrungen als Referentin in den Ministerbüros des niedersächsischen Innenministeriums (als Referentin für Bundesratsangelegenheiten) beziehungsweise des niedersächsischen Kultusministeriums.
Anfang Mai 2019 wurde Pötter vom Rat der Stadt Osnabrück einstimmig als hauptamtliche Stadträtin in den Verwaltungsvorstand der Stadt Osnabrück gewählt. Sie übernahm den neu gebildeten Bereich Soziales und Bürgerservice. In dieser Eigenschaft leitete sie von März 2020 an den Krisenstab der Stadt zur Bewältigung der COVID-19-Pandemie. Ihre Amtszeit als Stadträtin endete am 1. November 2021 mit der Übernahme der Amtsgeschäfte als Oberbürgermeisterin der Stadt Osnabrück.
Katharina Pötter ist mit dem Rechtsanwalt Ralf Pötter verheiratet. Sie haben drei Kinder.

## Politische Laufbahn

### Frühes Engagement
Pötter engagierte sich bereits als Jugendliche in den Nachwuchsorganisationen der CDU. Von 1997 bis 1999 war sie Landesvorsitzende der niedersächsischen Schüler-Union. Später gehörte sie zudem für mehrere Jahre dem Landesvorstand der Jungen Union Niedersachsen an.

### CDU-Kommunalpolitikerin in Osnabrück (2001–2019)
Bei den Kommunalwahlen in Niedersachsen 2001 errang Pötter erstmals einen Sitz im Rat der Stadt Osnabrück, den sie bei den Kommunalwahlen 2006, 2011 und 2016 verteidigte. Zuletzt amtierte sie als stellvertretende Vorsitzende der CDU-Fraktion, gehörte als Beigeordnete dem Verwaltungsausschuss an und leitete den Finanzausschuss. Mit ihrer Wahl zur Hauptverwaltungsbeamtin im Mai 2019 schied sie nach mehr als 17 Jahren aus dem Rat aus.

### Oberbürgermeisterin der Stadt Osnabrück (ab 2021)
Im April 2021 gab Pötter bekannt, für die CDU als Oberbürgermeisterkandidatin anzutreten. Die Oberbürgermeisterwahl fand zeitgleich mit der niedersächsischen Kommunalwahl 2021 statt. Pötter erreichte dabei mit 35,75 Prozent das beste Ergebnis aller acht Kandidaten, jedoch keine absolute Mehrheit, wodurch eine Stichwahl notwendig wurde. Diese fand parallel zur Bundestagswahl 2021 am 26. September 2021 statt. Pötter setzte sich mit 56,09 Prozent gegen Annette Niermann (Bündnis 90/Die Grünen) durch, die 43,91 Prozent erzielte.
Pötters Amtszeit als Oberbürgermeisterin begann am 1. November 2021. Sie trat die Nachfolge von Wolfgang Griesert (CDU) an.
Pötter ist seit November 2022 gewähltes Mitglied des Präsidiums des Deutschen Städtetages.